# モビラ洞窟
座標: 北緯43度49分32秒 東経28度33分38秒 / 北緯43.825694度 東経28.560556度
モビラ洞窟(Movile cave)は、黒海湾岸から数km離れた、ルーマニアのコンスタンツァ県マンガリアにある洞窟である。1986年にクリスティアン・ラスクが発見した。硫化水素と二酸化炭素が豊富で酸素が少ない独特の地下水生態系で有名である。ここの生物は、過去550万年にわたり外界と隔離され、光合成ではなく化学合成に完全に依存している。

## 化学環境
洞窟内の空気は、外の大気とかなり異なる。酸素濃度は、外界の3分の1から半分程度の7-10%で、二酸化炭素濃度は約100倍の2-3.5%である。1-2%のメタンも含む。また、洞窟内の空気と水の両方に高濃度の硫化水素とアンモニアが含まれる。

## 生態
ヒル、クモ、カニムシ、ワラジムシ、ムカデ、タイコウチ、カタツムリ等、57種類の動物が知られている。そのうち、37種が固有種である。食物連鎖は、メタン菌や硫黄細菌による化学合成が起点となり、菌類や細菌の栄養素を放出している。これらが洞窟の壁面や湖の水面に微生物マットを形成し、数種の動物の餌となり、さらに捕食者に捕食される。Nepa anophthalmaは、世界で唯一の洞窟に適応したタイコウチである。この洞窟内で、動物は5500万年間、生存しているが、全てが同時に発生した訳ではない。記録された最も最近の動物は、洞窟に棲む唯一のカタツムリであるHeleobia dobrogicaで、この洞窟で発生して200万年余りになる。